# Малагский собор
Малагский собор Воплощения (исп. Santa Iglesia Catedral Basílica de la Encarnación) — кафедральный собор епархии Малаги. Расположен в историческом центре города.
Строительство собора в Малаге началось в 1528 году на месте арабской мечети и завершилось в 1782 году. Собор был освящён в 1588 году. Проектом предусматривалось здание с двумя башнями, но из-за нехватки средств была возведена только одна башня. Поэтому Малагский собор носит в народе название «Ла Манкита» (исп. La Manquita — «Однорукая дама»). Малагский собор стал единственным крупным строением города, выстоявшим в землетрясении 1680 года.
При весьма сдержанном убранстве в Малагском соборе нашли отражение несколько архитектурных стилей: готический, барокко и неоклассицизм. Собор располагает собственным садом и апельсиновым двориком. В 1855 году собор был объявлен малой базиликой римским папой Пием IX. В здании собора работает музей.